# Teenage Dream
Teenage Dream – trzeci studyjny album amerykańskiej piosenkarki Katy Perry wydany 24 sierpnia 2010 w Stanach Zjednoczonych, a 30 sierpnia w pozostałych krajach. Pierwszy singel z płyty California Gurls z gościnnym udziałem Snoop Dogga, został wydany 7 maja.

## Produkcja
Katy Perry rozpoczęła nagrywanie 13 października 2009. Pracowała z wieloma artystami i producentami, m.in. Gregiem Wellsem, Guyem Sigsworthem, Dr. Lukiem, Riversem Cuomo, Bennym Blanco, Ester Dean i Christopherem „Tricky” Stewartem, który powiedział magazynowi Rap-Up, że album będzie pop-rockowy oraz dodał, że to ważny projekt dla niego, ponieważ ma okazję by się wykazać. W maju 2009 roku Perry powiedziała: „Ta płyta jest dla mnie naprawdę ważna, ponieważ pokaże, że sukces, który osiągnęłam nie jest zwykłym szczęściem. Udało mi się pozyskać publiczność i nie chcę jej stracić”.
30 kwietnia 2010, Katy powiedziała, że to ostatni dzień nagrywania albumu i podziękowała producentom. 21 lipca po raz pierwszy zaprezentowano oficjalną okładkę albumu.

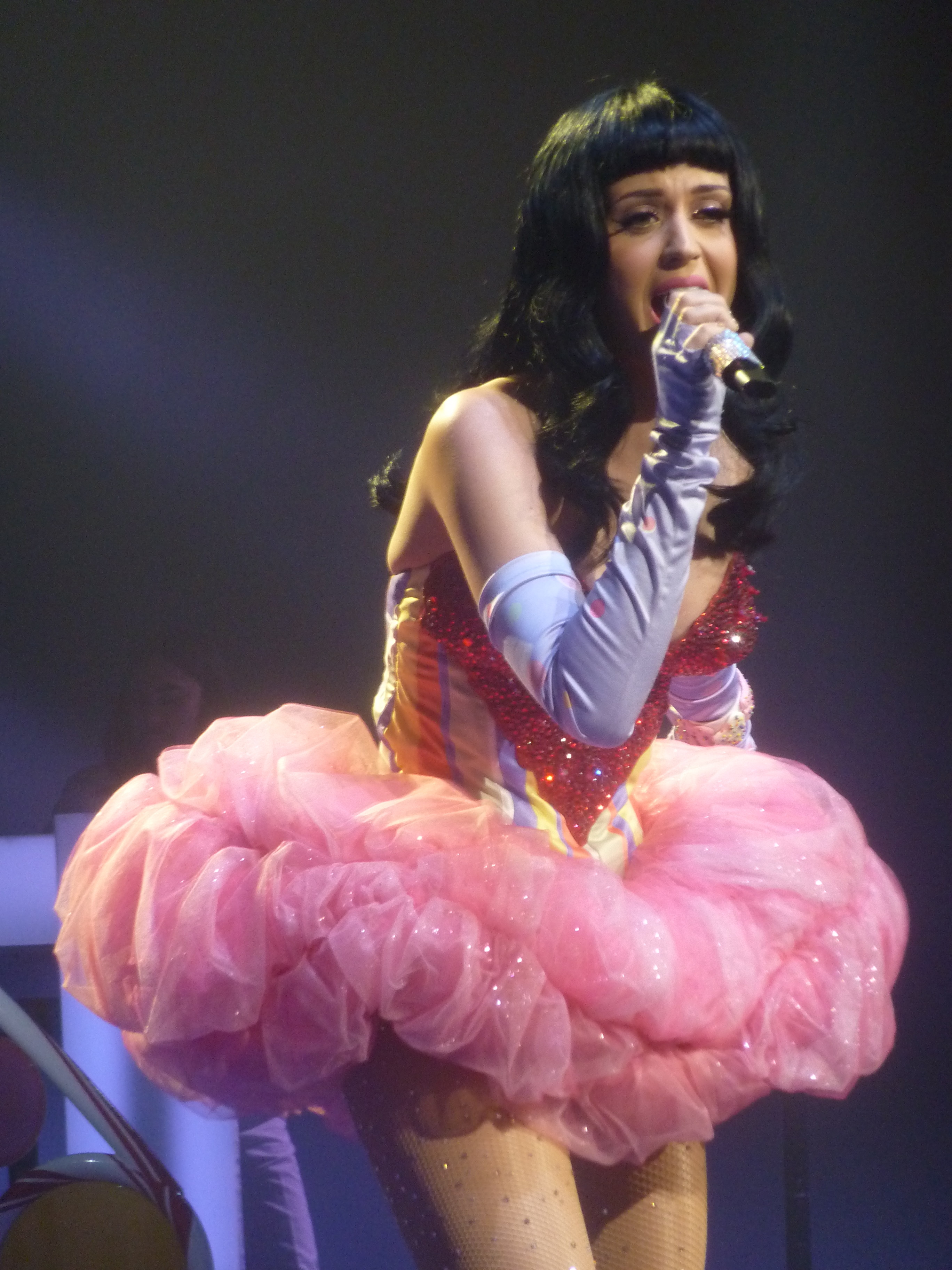
Perry wykonuje singel Teenage Dream.

## Single
California Gurls – pierwszy singel z albumu Teenage Dream. Pojawił się na nim gościnnie raper Snoop Dogg. Piosenka została wydana 7 maja 2010 roku przez amerykańskie radia. Utwór otrzymał ogólnie pozytywne recenzje od krytyków muzycznych, a wielu z nich podkreślało, że utwór należy do ich ulubionych. Piosenka osiągnęła duży sukces na całym świecie, osiągając pozycję pierwszą na amerykańskiej liście Billboard Hot 100, pozostając na tym miejscu przez sześć kolejnych tygodni. Utwór zadebiutował na pozycji pierwszej w Nowej Zelandii, Wielkiej Brytanii, Australii, Kanadzie, Irlandii i Szkocji. Osiągnął 5,137,000 pobrań w samych Stanach Zjednoczonych. Był również najlepiej sprzedającym się singlem cyfrowym w 2010 roku. W grudniu 2011, piosenka sprzedała 8,5 milionach egzemplarzy na całym świecie.
Teenage Dream – tytułowy utwór. Został wydany jako drugi singel z albumu 22 lipca 2010 roku. Utwór otrzymał pozytywne recenzje od krytyków muzycznych. Piosenka stała się prawie tak samo popularna jak pierwszy singel z albumu. W USA, osiągnęła ona pozycję pierwszą i utrzymywała się na niej 2 tygodnie. Utwór zadebiutował także na pozycji pierwszej w Irlandii, Nowej Zelandii, Szkocji i Słowacji. W USA sprzedano ponad 4,003,000 kopii cyfrowych utworu. Singel sprzedał się w 6 milionach egzemplarzy na całym świecie.
Firework – utwór został wydany jako trzeci z albumu 26 października 2010 przez rozgłośnie radiowe w Stanach Zjednoczonych. Singel doczekał się wersji cyfrowej w dniu 2 listopada 2010r. Piosenka otrzymała bardzo pozytywne recenzje od krytyków muzycznych. Obecnie jest ona najbardziej chwaloną piosenką Perry. Teledysk do „Firework” jest częścią cross-promocyjnej umowy z Europejską firmą telekomunikacyjną „Deutsche Telekom”. Firma przeprowadziła szereg działań i konkursów, dzięki którym fani Perry z całej Europy mieli okazję zagrania w klipie. Piosenka osiągnęła bardzo duży sukces komercyjny. W Stanach Zjednoczonych, osiągnęła ona pozycję pierwszą i spędziła na niej cztery kolejne tygodnie. Utwór zajął również pierwsze miejsca list przebojów w Brazylii, Kanadzie i Nowej Zelandii. Jak do tej pory, singel jest najlepiej sprzedającym się utworem Perry, sprzedając się w USA w ponad 5.274.000 kopii cyfrowych. Utwór sprzedał się w ok. 7 milionach egzemplarzy na całym świecie.
E.T. – singel, który został wydany w dniu 16 lutego 2011 roku. Na wersji singlowej, gościnnie pojawił się raper Kanye West. Teledysk do piosenki w reżyserii Florii Sigismondi, został nakręcony w lutym 2011 roku, a jego światowa premiera odbyła się 31 marca 2011 roku. Piosenka zajęła pierwsze miejsce w USA na Billboard Hot 100 i spędziła na nim pięć kolejnych tygodni. Oprócz tego, utwór osiągnął pozycję pierwszą w Kanadzie, Niemczech, Polsce i Nowej Zelandii. Wszystkie wersje utworu zostały sprzedane w USA w 5.000.000 kopiach cyfrowych. Utwór sprzedał w ok. 6,5 milionach kopii na całym świecie.

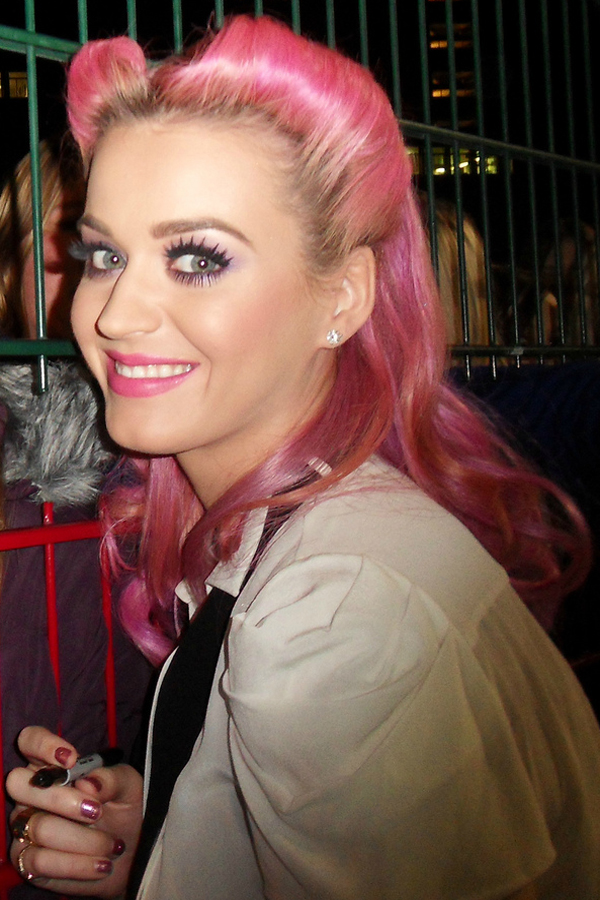
Artystka po wystąpieniu w X Factorze z utworem The One That Got Away.

Last Friday Night (T.G.I.F.) – utwór został wydany jako singel w dniu 6 czerwca 2011 r. w 40/Mainstream US Top jako piąty singel z albumu. Utwór otrzymał generalnie mieszane recenzje od krytyków muzycznych. Zyskał również sukces komercyjny, osiągając pozycję pierwszą w Kanadzie, Czechach, Słowacji i USA. Teledysk został wydany na całym świecie w dniu 14 czerwca 2011 roku. Gościnnie pojawili się w nim Darren Criss, Rebecca Black, Kevin McHale, Kenny G, Hanson, Corey Feldman i Debbie Gibson. Zremiksowana wersja „Last Friday Night” została wydana w dniu 8 sierpnia 2011 roku. Gościnnie pojawiła się w niej amerykańska raperka Missy Elliott. 17 sierpnia 2011 r., dzięki temu utworowi, Perry przeszła do historii muzyki jako drugi artysta, który umieścił pięć singli na pozycji pierwszej na Billboard Hot 100 z jednego albumu. Piosenka stała się czwartym numerem jeden Perry w Kanadzie. „Last Friday Night (TGIF)” sprzedał się w ponad 3.000.000 kopii cyfrowych w samych Stanach Zjednoczonych. Piosenka sprzedała się w ok. 4,5 milionach egzemplarzy na całym świecie.
The One That Got Away – został wydany jako szósty singel z albumu. Piosenka została wydana 11 października 2011 roku w radiu US Mainstream. Utwór otrzymał generalnie mieszane recenzje od krytyków muzycznych. Niektórzy zauważyli, że nie będzie to zbyt dobry singel. Mimo tych uwag, utwór dobrze poradził sobie na listach przebojów na całym świecie (pierwsza 10 w Belgii, Kanadzie i USA). Teaser teledysku został wydany na początku listopada, a pełny teledysk miał swoją premierę 11 listopada 2011 r. w Ellen DeGeneres Show. 24 listopada, singel uzyskał pozycję w pierwszej dziesiątce notowania Billboard Hot 100, dzięki czemu „Teenage Dream” był pierwszym albumem historii Ameryki, z którego siedem singli znalazło się w Top 10. Później piosenka osiągnęła miejsce 3. na tejże liście. Remix do piosenki i wersja akustyczna zostały udostępnione do zakupu. Utwór sprzedał się w ok. 3 milionach egzemplarzach na całym świecie.

## Lista utworów
| No. | Tytuł                                    | Autorzy                                                               | Produkcja                          | Czas |
| --- | ---------------------------------------- | --------------------------------------------------------------------- | ---------------------------------- | ---- |
| 1.  | „Teenage Dream”                          | Katy Perry, Lukasz Gottwald, Max Martin, Bonnie McKee, Benjamin Levin | Dr. Luke, Max Martin, Benny Blanco | 3:48 |
| 2.  | „Last Friday Night (T.G.I.F.)”           | Perry, Gottwald, McKee, Martin                                        | Dr. Luke, Max Martin               | 3:51 |
| 3.  | „California Gurls”(featuring Snoop Dogg) | Perry, Calvin Broadus, Gottwald, Martin, McKee, Levin                 | Dr. Luke, Max Martin, Benny Blanco | 3:55 |
| 4.  | „Firework”                               | Perry, Tor Hermansen, Mikkel Eriksen, Sandy Wilhelm, Ester Dean       | Stargate                           | 3:48 |
| 5.  | „Peacock”                                | Perry, Hermansen, Eriksen, Dean                                       | Stargate                           | 3:52 |
| 6.  | „Circle the Drain”                       | Perry, Christopher Stewart, Monte Neuble                              | Tricky Stewart                     | 4:33 |
| 7.  | „The One That Got Away”                  | Perry, Martin, Gottwald                                               | Dr. Luke, Max Martin               | 3:47 |
| 8.  | „E.T.”                                   | Perry, Martin, Gottwald, Joshua Coleman                               | Dr. Luke, Max Martin               | 3:26 |
| 9.  | „Who Am I Living For?”                   | Perry, Stewart, Neuble, Brian Thomas                                  | Tricky Stewart                     | 4:08 |
| 10. | „Pearl”                                  | Perry, Stewart, Greg Wells                                            | Greg Wells                         | 4:07 |
| 11. | „Hummingbird Heartbeat”                  | Perry, Stewart, Neuble, Stacy Barthe                                  | Tricky Stewart                     | 3:32 |
| 12. | „Not Like the Movies”                    | Perry, Wells                                                          | Greg Wells                         | 4:01 |

Edycja specjalna dla iTunes
| No. | Tytuł                                                            | Autorzy                                         | Produkcja                          | Czas |
| --- | ---------------------------------------------------------------- | ----------------------------------------------- | ---------------------------------- | ---- |
| 13. | „California Gurls” (Passion Pit Main Mix) (featuring Snoop Dogg) | Perry, Broadus, Gottwald, Martin, McKee, Blanco | Dr. Luke, Max Martin, Benny Blanco | 4:11 |
| 14. | „California Gurls” (MSTRKRFT Main Mix) (featuring Snoop Dogg)    | Perry, Broadus, Gottwald, Martin, McKee, Blanco | Dr. Luke, Max Martin, Benny Blanco | 3:59 |
| 15. | „Teenage Dream” (Kaskade Club Remix)                             | Perry, Broadus, Gottwald, Martin, McKee, Blanco | Dr. Luke, Max Martin, Benny Blanco | 6:27 |
| 16. | „Peacock” (Cory Enemy & Mia Moretti Vocal Club Mix)              | Perry, Broadus, Gottwald, Martin, Blanco        | Dr. Luke, Max Martin, Benny Blanco | 5:32 |
| 17. | „Teenage Dream” (music video)                                    | Perry, Broadus, Gottwald, Martin, McKee, Blanco | Dr. Luke, Max Martin, Benny Blanco | 3:49 |

Edycja specjalna 2CD
| No. | Tytuł                                                               | Autorzy                                         | Produkcja                          | Czas |
| --- | ------------------------------------------------------------------- | ----------------------------------------------- | ---------------------------------- | ---- |
| 1.  | „If We Ever Meet Again” (z Timbalandem)                             | Jim Beanz, Timothy Mosley, Michael Busbee       | Jim Beanz, Timbaland               | 4:52 |
| 2.  | „Starstrukk” (z 3OH!3)                                              | Sean Foreman, Nathaniel Motte                   | Matt Squire                        | 3:22 |
| 3.  | „California Gurls” (Passion Pit Main Mix) (featuring Snoop Dogg)    | Perry, Broadus, Gottwald, Martin, McKee, Blanco | Dr. Luke, Max Martin, Benny Blanco | 4:11 |
| 4.  | „California Gurls” (Armand Van Helden Remix) (featuring Snoop Dogg) | Perry, Broadus, Gottwald, Martin, McKee, Blanco | Dr. Luke, Max Martin, Benny Blanco | 4:01 |
| 5.  | „Teenage Dream” (Kaskade Club Mix)                                  | Perry, Broadus, Gottwald, Martin, Blanco        | Dr. Luke, Max Martin, Benny Blanco | 6:28 |

## Reedycja
Teenage Dream: The Complete Confection – reedycja trzeciego studyjnego albumu amerykańskiej piosenkarki Katy Perry wydana 26 marca 2012 roku w Stanach Zjednoczonych. Pierwszy singel z płyty Part of Me, został wydany 21 lutego tego samego roku.

### Tło

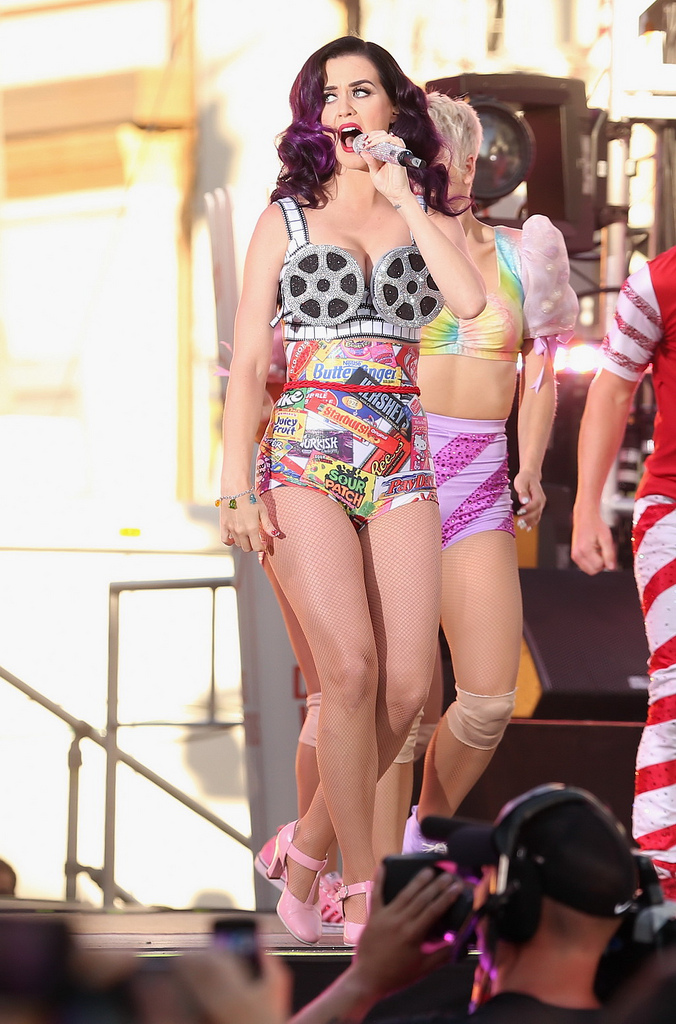
Wokalistka podczas koncertu z okazji premiery filmu „Part of Me”.

W styczniu 2012 roku ogłoszono, że „Teenage Dream” zostanie ponownie wydany pod nazwą „Teenage Dream: The Complete Confection”, a jego premiera planowana jest na 26 marca 2012. Na albumie pojawiły się piosenki z poprzedniej wersji albumu, oraz inne nowe utwory.
W październiku 2010 roku Rihanna oświadczyła, że ona i Katy mówiły o możliwości współpracy: „Chcemy nagrać coś razem ...... może będzie to piosenka na reedycję płyty Katy.” W listopadzie 2010 roku, Rihanna rzuciła nieco więcej światła na duet, stwierdzając: „..[Katy] przysłała mi piosenkę jakiś czas temu i chciała, żebym uczestniczyła przy jej produkcji.”
W październiku 2011, Tricky Stewart powiedział MTV, że jest z powrotem w studiu z Perry, pracując nad odrzutami z „Teenage Dream”. Stwierdził: „Razem z Katy poszliśmy do [studio] aby rozwiązać część problemów z zapisów, które powstały w przeszłości. Nie skończyła się jeszcze era „Teenage Dream”, dlatego też jesteśmy w trakcie słuchania i odświeżenia rzeczy, szykując coś wyjątkowego”, sugerując jednocześnie, że album będzie wydany ponownie.
W styczniu 2012 roku, Amazon, Best Buy, i Billboard ujawnili, że „Teenage Dream” zostanie ponownie wydany 26 marca 2012 roku pod tytułem „Teenage Dream: The Complete Confection”.
Okładka i szczegóły dotyczące płyty zostały ujawnione w lutym 2012. Zawiera ona piosenki z poprzedniej wersji płyty oraz 3 pojedyncze remiksy: „ET” (wraz z Kanyem Westem), „Last Friday Night (T.G.I.F.)” (z gościnnym udziałem Missy Elliott) i akustyczną wersję „The One That Got Away”. Ponadto album zawiera również Megamix z sześciu singli, którego twórcą jest Tommie Sunshine.

### Single
- Part of Me – piosenka gatunku pop-rock napisana przez Perry i Bonnie McKee, podczas gdy produkcją zajęli się Dr. Luke i Max Martin. Pod koniec 2010 roku, demo piosenki wyciekło do internetu. Krytycy muzyczni porównywali piosenkę do poprzedniego singla Katy „California Gurls” z 2010 roku. Twierdzą też, że słowa są skierowane do ex-chłopaka wokalistki Travisa McCoya. Singel został ustalony na 13 lutego 2012. Utwór zadebiutował na pozycji pierwszej na US Billboard Hot 100.

- Wide Awake – ostatni singiel z ery „Teenage Dream”. Piosenka została napisana na potrzeby filmu „Part of Me”. Zdobyła miejsce drugie na amerykańskiej liście przebojów. Utwór został nominowany podczas Grammy 2013 jako Najlepsze nagranie pop.

## Listy sprzedaży
| Lista               | Kraj          | Pozycja |
| ------------------- | ------------- | ------- |
| ARIA Charts         | Australia     | 1       |
| Ö3 Austria Top 40   | Austria       | 5       |
| OLiS                | Polska        | 7       |
| Sverigetopplistan   | Szwecja       | 21      |
| Ultratop 50         | Belgia        | 10      |
| MegaCharts          | Holandia      | 6       |
| YLE                 | Finlandia     | 8       |
| SNEP                | Francja       | 14      |
| AMPROFON            | Meksyk        | 11      |
| RIANZ               | Nowa Zelandia | 2       |
| VG-lista            | Norwegia      | 18      |
| Schweizer Hitparade | Szwajcaria    | 4       |
| Tracklisten         | Dania         | 14      |